# Edmond Henri de Bonchamps
Pour les articles homonymes, voir Bonchamps.
Edmond Henri de Bonchamps est un militaire français, officier supérieur de cavalerie, né le 7 juin 1811 à Saint-Laurent-des-Mortiers (Mayenne) et décédé le 13 février 1880 à Saint-Laurent-des-Mortiers (Mayenne). Son père Louis Florent de Bonchamps était le cousin germain de Charles Melchior Artus de Bonchamps, militaire et général royaliste de la Guerre de Vendée. Il effectue l'essentiel de sa carrière militaire en Algérie où il servit pendant plus de vingt ans dans l'Armée d'Afrique.

## Biographie

### Origine
Edmond Henri de Bonchamps est issu d'une famille de petite noblesse angevine,. La famille de Bonchamps, éteinte de nos jours, n'est pas à confondre avec une famille homonyme et subsistante de Normandie. Il est le fils de Louis Florent de Bonchamps et d'Emilie Catherine de Boysleve.

### Carrière militaire
Il débuta sa carrière militaire comme engagé volontaire au 2e régiment de chasseurs d'Afrique le 9 avril 1834. Il va séjourner en Algérie du 1er mai 1834 au 21 juin 1854 sans interruption, et participer à la Conquête de l'Algérie par la France.
Il est maréchal des logis le 20 juin 1837. Il est cité à l'ordre de la division d'Oran  comme s'étant distingué à l'affaire de Sidi Lakhdar le 14 janvier 1841. Il fut nommé sous-lieutenant le 25 décembre 1841. Il est cité à l'ordre de l'armée pour s'être fait remarquer dans un combat livré sur les bords de la Tafna le 12 mars 1842 ; et à l'ordre de la division d'Oran comme s'étant distingué le 22 septembre 1843 à Sidi Youssef ; à l'ordre de la division et mis à l'ordre de l'armée comme s'étant fait remarquer le 11 novembre 1843 au Combat de l'oued El Malah ou est tué le kalifat, Mohammed Ben Allel dit Sidi-Embarek, conseiller d'Abd-el-Kader et qui était son véritable homme de guerre. Il est chevalier de la Légion d'honneur le 11 novembre 1843.
Il fut nommé lieutenant le 24 décembre 1849, et passa comme capitaine au 1er régiment de chasseurs d'Afrique le 1er mai 1854. Il ne rejoignit pas cette affectation, ayant été dérouté par permutation vers le 5e régiment de dragons, pour raisons de service. Nommé chef d'escadron le 31 janvier 1863, il passa au 7e régiment de dragons. Il fut admis à la retraite le 3 juin 1865.
Il était noté comme un officier distingué par ses manières, son instruction, beaucoup de tact et de savoir-vivre dans ses relations ; commande bien son escadron ; sa santé, altérée pendant les 20 années passées en Afrique, s'était cependant dégradée au point qu'il peut à peine monter à cheval ; à retraiter quand il aura ses deux ans de grade.

### Retraite
Il se retira à Saint-Laurent-des-Mortiers. Il décède le 13 février 1880. Il était veuf de Jenny Mathilde de La Porte de la Thébaudière, épousée le 24 octobre 1853 au Mans où elle était alors domiciliée.
Il est le père d'Arthur-Edmond de Bonchamps, mort capitaine au Tonkin, et de Christian-Melchior de Bonchamps, né en 1860, explorateur du Katanga, chef de mission en Abyssinie (1896-1897), chevalier de la Légion d'honneur, chef au secrétariat du gouverneur du Congo français.